# Upata
Upata es una ciudad venezolana  en el estado Bolívar. También es la capital y población más importante del municipio Piar y la tercera en orden de habitantes del estado y la región Guayana, tiene una superficie es de aproximadamente 15 899 km². Pero el perímetro urbano de la ciudad tiene una extensión aproximada de 4000 km². Se encuentra situada entre las cuencas de los ríos Orinoco y Cuyuní, en un valle longitudinal que separa ambas hoyas al noreste del estado, lo que la convirtió en un enclave próspero y estratégico desde su fundación en 1762. Su población para el 2013 se aproxima a los 118 000 habitantes, actualmente su población sobrepasa los 120 000habitantes.[cita requerida]

## Etimología
Upata, según, conocedores e investigadores de las culturas indígenas, significa «mi tierra», «lugar que habito». Sin embargo, según la versión de para el año de la fundación de la ciudad de Upata (1762) por los capuchinos catalanes de la sagrada familia hispanoamericana. La tribu era gobernada por el Cacique Yocoima, padre de una linda joven llamada Up-Ata.[cita requerida]

## Historia
El primer intento de fundación de Upata se hizo hacia 1739, con el nombre de Nuestra Señora de la Candelaria, como lugar para el cultivo de la tierra por parte de labriegos isleños (canarios). Sin embargo, fue el 7 de julio de 1762, cuando Fray Antonio de Cervera fundó la ciudad con el nombre de Villa del Yocoima de San Antonio de Padua, en honor al santo portugués fallecido en Italia, cuando los misioneros Capuchinos introdujeron la fe católica en la región. Fue tomada por Manuel Piar el 6 de febrero de 1817, durante la guerra de Independencia de Venezuela.[cita requerida]

## Demografía
Upata cuenta con un importante segmento de población de ascendencia europea, nativos o hijos de inmigrantes italianos, españoles, y portugueses, que se instalaron en Upata en su mayoría desde la década del 50 del siglo XX. 
Otra colonia que ha incrementado su peso demográfico en la ciudad lo constituye la de origen chino, este grupo de asiáticos se instalaron con el comercio de víveres, quincallas y restaurantes, a partir de la década de 1990. También hay que destacar en el centro urbano otro contingente considerable de población procedente de Colombia, Perú, Ecuador, República Dominicana, Chile y en menor cuantía inmigrantes bolivianos, guyaneses y brasileños. 

## Economía
Upata es capital del Municipio Piar del estado Bolívar. Su principal fortaleza económica es su potencial agropecuario, de ganadería vacuna de carne y leche y sus suelos aptos para el cultivo de la yuca, el ocumo, ají dulce, pimentón, tomate, aguacates, mangos, granos oleginosas y maíz. Las zonas cercanas a Upata son, por características, propicias para la ganadería. 
La economía agropecuaria y agroalimentaria de Upata también se sustenta en la producción lechera y en la elaboración del queso típico y Original de Guayana, conocido como el «Queso de Telita Guayanés». Al mismo tiempo se producen quesos de corte internacional como ricotta, mozzarella y otros de una extraordinaria gran calidad. Como otros productos gastronómicos originales típicos de la región que acompañan a los quesos, tales como las catalinas o panes duros de trigo con papelón, el casabe, la naiboa y otros añadidos culinarios. La parte de la minería es otra fuente de ingresos económicos para el municipio. 
Upata también se destaca por sus bellezas naturales, entre ellas: La Piedra de Santa María, el cerro El Toro, los acuíferos de La Carata, las Cuevas de Timoteo en el cerro El Toro, el cerro El Corozo, y el cerro Guacarapo donde se encuentra el Monumento a la Virgen de La Paz, saltos los mamonales, saltos de  Santa María, playas de la represa del Guri.
De igual manera en la ciudad de Upata se desarrolla en la actualidad la actividad minera, destacándose importantes yacimientos auríferos en sectores como La Justicia de Dios, Tierra Blanca y Santa Bárbara.
También la empresa CVG Bauxilum desde el año 2024 está explotando el mineral de Bauxita en el sector La Carata.

## Medios de Comunicación
Para enero de 2025 a la par del sector comercial se viene desarrollando actividades de comunicación social a nivel de prensa y radio.
Medios radiales
Entre las radios que hacen vida en la actualidad están: Sabroza 98.7 Fm, Ánimo 105.7 Fm, Única 102.7 Fm, Vida 103.3 Fm, Plus 104.5 Fm, entre otros.
Medio de Comunicación Impreso/Digital:
Diario El Informativo

## Geografía
Upata es la tercera ciudad en importancia del estado Bolívar y la capital del municipio Piar, jurisdicción que cuenta con una extensión de 15 899 km², de los cuales 4000 km² pertenecen a la Sección Capital Upata y unos 32 km² al perímetro urbano de la ciudad . Está ubicada en el centro y recodos habitables de un valle longitudinal que se extiende unos 20 kilómetros de largo por 6 kilómetros de ancho, desde las nacientes del río Yocoima en el sector Las Llaves El Candado, cerca de la vía a Guasipati, hasta la zonas agrícolas pecuarias, de sabana y bosques de San Lorenzo, Santa Rosa, Sabanetica, La Armonía, La Carata, Laguna Larga Unión 2000. 
Está localizada la ciudad entre los 340 y los 360 metros sobre el nivel del mar y su clima es lluvioso tropical de sabana. En la franja occidental u oeste del municipio Piar, en la frontera con el municipio Angostura, muy cerca de Upata se encuentra el lago artificial originado por la construcción del Complejo Hidroeléctrico del Guri, mientras que al oriente de Upata se visualizan estribaciones de la Sierra Imataca, ricas en minerales, abundantes en biodiversidad, con tierras aptas para la siembra y el turismo agroecológico. 
Al Norte de Upata, en la zona de Altagracia, Mundo Nuevo, El Valle, Campanario, Los Rosos, Monteralo se localizan importantes núcleos de población rural, fundamentalmente dedicados a la cría del ganado vacuno, la siembra de rubros vegetales de ciclo corto, yuca, maíz, frutales, y de elaboración de quesos y casabe. Esta vocación productiva agroalimentaria, la comparten las tierras más bajas ubicadas al sur de las Colinas de Santa María, al sureste de la ciudad, vía Guasipati, donde se encuentran localizadas unidades de producción de mayor extensión, dedicadas fundamentalmente a la actividad ganadera vacuna, de carne y leche. 
En el valle del Yocoima, donde se asienta la ciudad de Upata, los bosques originarios, y sabanas espinosas y chaparrales, dieron paso a siembras de árboles ornamentales y frutales, que le dan un predominante aire rural o campesino a la ciudad, mientras que las colinas que conforman su área protectora exhiben vegetación mixta, en algunos casos con predominio de las especies vegetales de sabana, como en los cerros El Corozo, Guacarapo, franjas de El Toro, y en otros con claro predominio del bosque como en los cerros La Carata, California, Los Chorros.
En cuanto a los suelos son marcadamente ácidos, de baja a moderada fertilidad natural, ya que se trata de una zona con un largo proceso de meteorización, en la cual se concentran tierras del cuaternario, arcillas con alto contenido de bauxita, franco arcillosos, y arenales en la sabana, sobre un basamento ígneo matamórfico, perteneciente a la Formación Geológica Imataca, con una edad entre los 2800 a 3200 millones de años, ya que Upata se localiza en el corazón del segmento más antiguo de Macizo de Guayana. En el valle afloran rocas, lajas, de piedras graníticas fuertemente metamorfizadas, gneis, con alto contenido de hierro, manganeso, y en menor medida cuarzo.

## Clima
La temperatura media anual del Valle de Upata y sus zonas de mayor altura en las colinas circundantes a la ciudad oscila entre los 2 y 3 grados, con un promedio de 23 a 24 grados en abril, y 26 a 27 grados centígrados en los meses de abril y septiembre - octubre. Las lluvias suelen empezar a finales del mes de abril o primera quincena de mayo. Desde noviembre a enero las lluvias bajan en intensidad, iniciándose gradualmente la temporada de sequía, mientras que el mínimo de precipitaciones se alcanza en febrero y sobre todo en marzo. La mínima absoluta promedio es de 17 grados, en enero, y la máxima absoluta es de 34 a 35 grados en abril. en cuanto a las precipitaciones oscilan entre los 950 mm de lluvia los años más secos y 1500 mm los más lluviosos, con un promedio de 1100 mm.

## Educación
Upata cuenta actualmente con 5 universidades todas públicas 
- Universidad Pedagógica Experimental Libertador - Extensión
- Universidad Nacional Experimental Politécnica de la Fuerza Armada Bolivariana - Extensión
- Universidad Nacional Experimental de Guayana - Extensión
- Universidad Bolivariana de Venezuela - Extensión
- Universidad Nacional Experimental Simón Rodríguez  - Extensión

## Sitios de interés
- Parque Alejandro Otero «Bicentenario»
- Piedra Santa María
- Monumento a la Virgen de la Paz
- Estadio Simón Chávez
- El cerro El Toro
- Los acuíferos de La Carata
- Las Cuevas de Timoteo en el cerro El Jobo
- Plaza Simón Bolívar
- Plaza parque militar «El soldado»

## Deportes
Posee dos equipos de Fútbol que militan en la tercera división del fútbol venezolano, el Deportivo Upata Fútbol Club y Yaddiel Sport de Upata Fútbol Club.

## Personas destacadas
- Raúl Leoni, 41.º presidente de la República de Venezuela
- José Manuel Siso Martínez, senador y ministro de Educación entre 1964-1969.
- Carlos Rodríguez Jiménez nació en la villa de Upata, Estado Bolívar, Venezuela el 21 de agosto de 1899, fue un diplomático que tuvo a su cargo la Embajada de Venezuela en Japón.
  - Menca de Leoni, Ex primera dama de Venezuela En 1963, al ser electo Raúl Leoni como presidente de la República, Menca se convirtió en primera dama, desde donde desplegó una extraordinaria labor a favor de la infancia y de la familia venezolana.

## Ciudades hermanas
- Ciudad Guayana, Venezuela
- Guasipati, Venezuela
- Santa Elena de Uairén, Venezuela